# Pop Music
Pop Music – pierwszy album kompilacyjny Iggy’ego Popa wydany w 1996. Zawiera piosenki z albumów New Values, Soldier i Party.

## Lista utworów
1. Loco Mosquito – 3:16
2. Bang Bang – 4:07
3. Tell Me a Story – 2:47
4. Pumpin’ for Jill – 4:31
5. Take Care of Me – 3:26
6. I Need More – 4:04
7. I’m Bored – 2:46
8. Knocking 'Em Down (In the City) – 3:22
9. I Snub You – 3:09
10. Sea of Love – 3:37
11. Play It Safe – 3:05
12. Dog Food – 1:49
13. Happy Man – 2:19
14. Time Won't Let Me – 3:17
15. Five Foot One – 4:29
16. Angel – 3:44
17. Girls – 2:58
18. New Values – 2:38
19. Pleasure – 3:12
20. Houston Is Hot Tonight – 3:31